# Fredericka Martin
Fredericka "Freddie" Imogene Martin nacida el 2 de junio de 1905 en Cooperstown, Nueva York; murió el 4 de octubre de 1992 en Cuernavaca, México. Fue una enfermera estadounidense, antopóloga, escritora, fotógrafa y voluntaria en la guerra civil española como integrante de la sección médica de las Brigadas Abraham Lincoln. Más adelante estudió la lengua de la población indígena Aleut de las islas Pribilof en el Mar de Bering, Alaska, y defendió sus derechos

## Obra editorial
- Martin, Fredericka I. Before the storm : a year in the Pribilof Islands, 1941-1942 / Fredericka Martin ; edited with supplemental material by Raymond Hudson. Fairbanks : University of Alaska Press, c2010. xii, 385 p. : ill., maps ; 26 cm.
- Martin, Fredericka I. The hunting of the silver fleece, epic of the fur seal, by Fredericka Martin. New York, Greenberg [1946]. xxiii, 328 p. plates, port. 21 cm.
- Martin, Fredericka I. Sea bears; the story of the fur seal. [1st ed.] Philadelphia, Chilton Co., Book Division [1960]. 201 p. illus. 21 cm.
- Toor, Frances, 1890-1956. Guide to Mexico. New guide to Mexico, including Lower California. 8th ed., augm. and completely rev. by Fredericka Martin. New York, Crown Publishers [1967]. ix, 342 p. illus., maps. 18 cm.
- Geoghegan, Richard Henry, 1866-1943. The Aleut language, the elements of Aleut grammar with a dictionary in two parts containing basic vocabularies of Aleut and English, by Richard Henry Geoghegan; edited by Fredericka I. Martin. Washington, Dept. of the Interior, 1944. iii, 169 p. 24 cm.